# SpVgg Au/Iller
Sportvereinigung Au/Iller 1928 e.V. é uma agremiação esportiva alemã, fundada em 1928, sediada em Illertissen, na Baviera. Além do futebol, possui departamentos de basquetebol, ginástica, tênis de mesa e tênis.

## História
A equipe foi criada nos anos 1920 como Sportvereinigung Au Au, quando ainda era uma vila separada pelas margens do rio Iller.
Passado um tempo como clube local, em 1995, o Au conquistou o acesso para a Verbandsliga Württemberg (V), divisão à qual terminou como vice-campeão, em 1997, antes de ganhar o título em 1999. O time avançou à Oberliga Baden-Württemberg (IV), permanecendo de 1999 a 2004. Em 1980, participou da Copa da Alemanha, a DFB-Pokal. Já em 1997 perdeu a decisão da Württemberg-Pokal (Copa Württemberg).
Apesar de ser um clube bávaro, o SpVgg atua na vizinha Württemberg porque a cidade está mais próxima desse estado. Sua promoção à Oberliga Baden-Württemberg, em 1999, fez o clube ser o primeiro da Baviera a atuar na liga superior de Baden-Württemberg.
Devido à expansão do número de times nas ligas, uma segunda colocação na Verbandsliga, em 2007-2008 o qualificou a retornar diretamente à Oberliga na temporada seguinte ao lado do rival local FV Illertissen. O Au, no entanto, foi rebaixado, em 2008-2009, e experimentou uma campanha ruim, em 2009-2010, na Verbandsliga, ao terminar em último com apenas um ponto. Na temporada posterior, seus dirigentes retiraram a equipe do campeonato. Assim, o time sofreu outro descenso, tendo que reiniciar a sua trajetória na Kreisliga A, em 2011-2012.

## Títulos
- Verbandsliga Württemberg (V): 1999;
- Landesliga Württemberg 2 (V-VI): 1989, 1993, 1995;

## Cronologia recente
A recente performance do clube:
| Temporada | Divisão                  | Módulo | Posição |
| 1978–79   | Verbandsliga Württemberg | IV     | 8ª      |
| 1979–80   | Verbandsliga Württemberg | IV     | 9ª      |
| 1980–81   | Verbandsliga Württemberg | IV     | 2ª      |
| 1981–82   | Verbandsliga Württemberg | IV     | 12ª     |
| 1982–83   | Verbandsliga Württemberg | IV     | 16ª ↓   |
| 1983–84   | Landesliga Württemberg 2 | V      | 6ª      |
| 1984–85   | Landesliga Württemberg 2 | V      | 2ª      |
| 1985–86   | Landesliga Württemberg 2 | V      | 2ª      |
| 1986–87   | Landesliga Württemberg 2 | V      | 10ª     |
| 1987–88   | Landesliga Württemberg 2 | V      | 2ª      |
| 1988–89   | Landesliga Württemberg 2 | V      | 1ª ↑    |
| 1989–90   | Verbandsliga Württemberg | IV     | 16ª ↓   |
| 1990–91   | Landesliga Württemberg 2 | V      | 2ª      |
| 1991–92   | Landesliga Württemberg 2 | V      | 2ª      |
| 1992–93   | Landesliga Württemberg 2 | V      | 1ª ↑    |
| 1993–94   | Verbandsliga Württemberg | IV     | 15ª ↓   |
| 1994–95   | Landesliga Württemberg 2 | VI     | 1ª ↑    |

| Temporada | Divisão                    | Módulo | Posição |
| 1995–96   | Verbandsliga Württemberg   | V      | 2ª      |
| 1996–97   | Verbandsliga Württemberg   | V      | 4ª      |
| 1997–98   | Verbandsliga Württemberg   | V      | 3ª      |
| 1998–99   | Verbandsliga Württemberg   | V      | 1ª ↑    |
| 1999–2000 | Oberliga Baden-Württemberg | IV     | 5ª      |
| 2000–01   | Oberliga Baden-Württemberg | IV     | 9ª      |
| 2001–02   | Oberliga Baden-Württemberg | IV     | 4ª      |
| 2002–03   | Oberliga Baden-Württemberg | IV     | 13ª     |
| 2003–04   | Oberliga Baden-Württemberg | IV     | 17ª ↓   |
| 2004–05   | Verbandsliga Württemberg   | V      | 8ª      |
| 2005–06   | Verbandsliga Württemberg   | V      | 10ª     |
| 2006–07   | Verbandsliga Württemberg   | V      | 4ª      |
| 2007–08   | Verbandsliga Württemberg   | V      | 2ª ↑    |
| 2008–09   | Oberliga Baden-Württemberg | V      | 17ª ↓   |
| 2009–10   | Verbandsliga Württemberg   | VI     | 16ª ↓   |
| 2010–11   | Landesliga Württemberg 2   | VII    | 16ª ↓   |
| 2011–12   | Kreisliga Donau/Iller A 3  | IX     | ª       |

## Aparições na Copa da Alemanha
| Temporada | Fase            | Data                   | Casa           | Fora           | Resultado |
| 1979-80   | 1ª rodada       | 25 de agosto de 1979   | VfB Gaggenau   | SpVgg Au/Iller | 2 a 2     |
| 1979-80   | 1ª rodada volta | 5 de setembro de 1979  | SpVgg Au/Iller | VfB Gaggenau   | 5 a 0     |
| 1979-80   | 2ª rodada       | 29 de setembro de 1979 | SpVgg Bayreuth | SpVgg Au/Iller | 6 a 0     |